# Astrophocaudia
Genre
Espèce
L'Astrophocaudia est un genre fossile de dinosaures sauropodes du Crétacé inférieur retrouvé dans le Trinity Group (en) au Texas, États-Unis. L'espèce-type, A. slaughteri, a été décrite par le doctorant de l'université du Michigan Michael D. D’Emic en 2012.